# Mokhtar Ladjimi
Mokhtar Ladjimi, né le 15 juillet 1957 à Monastir, est un réalisateur tunisien.

## Biographie
Diplômé de l'Institut des hautes études cinématographiques, il commence sa carrière en tant que membre à la Fédération tunisienne des cinéaste amateurs et réalise, en 1975 à l'âge de seize ans, son premier court métrage, La voyante, en 16 mm.
Entre les années 1980 et 1990, il réalise des courts et des moyens métrages en 16 et 35 mm, dont notamment Balle de sang, Satellite 7 et La Sentinelle et le chasseur.
Il réalise également une série de documentaires parmi lesquels La Nuit du henné, L'Orient des cafés, Mille et une danses orientales et Le Cinéma colonial. Il réalise les longs métrages Noce d'été en 2004 et Dicta Shot en 2015.

## Filmographie

### Courts métrages
- 1975 : La Voyante (Taggaza)

### Documentaires
- 1997 : Le Cinéma colonial
- 1999 : Mille et une danses orientales
- 2000 : L'Orient des cafés
- 2003 : Une Étoile dans la mémoire
- 2009 : E viva le cinéma
- 2011 : Bayrem, les moissons de l'exil
- 2012 : Messadi, le mage de l'existence

### Longs métrages
- 2004 : Noce d'été (Bab El Arch)
- 2015 : Dicta shot (Ksar Eddahcha)